# Aristó de Ceos
Aristó de Ceos (grec antic: Ἀρίστων) va ser un filòsof peripatètic nadiu de Iulis, a l'illa de Ceos. Va ser deixeble de Licó, el successor d'Estrató com a cap de l'escola peripatètica vers el 270 aC. A la mort de Licó cap al 230 aC el va succeir al capdavant de l'escola.
Ciceró diu que escrivia amb gust i elegància, però que era poc enèrgic, cosa que impedia que els seus textos adquirissin la divulgació que mereixien. Quan Diògenes Laerci enumera les obres d'Aristó de Quios, diu que Paneci i Sosícrates atribueixen bona part d'aquestes obres a Aristó de Ceos.